# Poder de mercat
El poder de mercat és la capacitat que té una empresa que no és perfectament competitiva per augmentar els preus sense perdre tota la demanda del seu producte. En els mercats perfectament competitius, cap companyia té poder de mercat. Una companyia amb poder de mercat pot apujar els preus sense perdre clients.